# Długoszyn (województwo lubuskie)
Długoszyn – wieś w Polsce położona w województwie lubuskim, w powiecie sulęcińskim, w gminie Sulęcin.
W latach 1975–1998 miejscowość administracyjnie należała do województwa gorzowskiego.

## Historia
Przedwojenna nazwa niemiecka: Langenfeld. Gospodarstwa rolne przeciętnie miały 150 ha. Przed wojną we wsi funkcjonowała kopalnia podziemna węgla brunatnego "Eduard", po wojnie uległa jednak zapaleniu i wejścia zostały zasypane. W okresie II wojny we wsi mieścił się obóz pracy robotników francuskich. W dwupiętrowym magazynie położonym przy szosie mieścił się szpital wojskowy, a zmarli żołnierze chowani byli bezpośrednio przy budynku. W latach 50. XX wieku we wsi powstał PGR o pow. 1050 ha. Po 1989 r. przestał on istnieć i został oddany w dzierżawę. Obecnie majątek rozdzielony jest na kilka mniejszych.
Powojenna ludność wsi jest całkowicie napływowa – z terenów Kresów Wschodnich oraz częściowo z centralnej Polski.

## Zabytki
Na terenie wsi znajduje się kościół parafialny pw. Matki Bożej Różańcowej.

## Sport
We wsi swoją siedzibę ma piłkarski Klub Sportowy „Orkan” Długoszyn, który występuje w B-klasie.